# SS Christopher Columbus
Le SS Christopher Columbus est un navire américain de passagers en service entre 1893 et 1933 sur les Grands Lacs. Il est le seul bateau de type whaleback construit pour le transport de passagers. Le navire a été conçu par Alexander McDougall.
Le Christopher Columbus est construit entre 1892 et 1893 à Superior, au Wisconsin, par l'American Ship Building Company. Au début, il transporte les passagers vers et depuis l'exposition universelle de 1893 située à Chicago. Plus tard, il assure les transports et les excursions entre différents ports autour des Grands Lacs.
Avec 110 mètres de longueur, le navire est le plus long whaleback jamais construit et également le plus grand navire actif sur les Grands Lacs au moment où il est lancé. Le Christopher Columbus aurait effectué le transport du plus grand nombre de passagers au cours de son service de quarante années que tout autre navire sur les Grands Lacs.
À son retrait du service actif, au cours de la Grande Dépression en 1936, il est abandonné à Manitowoc, dans le Wisconsin.